# Ger Koopmans
Gerardus Peter Jan (Ger) Koopmans (Velden, Limburg, 14 augustus 1962) is een Nederlands politicus. Van 23 mei 2002 tot 20 september 2012 was hij lid van de Tweede Kamerfractie van het CDA. In 2013 was hij waarnemend burgemeester van Stein. Van 2014 tot 2021 was hij gedeputeerde in de provincie Limburg. Vanaf 1 april 2024 is hij voorzitter van de Land- en tuinbouworganisatie, LTO.

## Loopbaan
Van 1980 tot 1987 was Koopmans werkzaam als zelfstandig ondernemer in maatschap met zijn ouders op hun agrarisch bedrijf, en van 1987 tot 1 januari 1997 als zelfstandig melkveehouder. Hij werd omstreeks 1984 lid van het CDA. Van 1985 tot 1993 was hij daar lid van het bestuur van de afdeling Arcen en Velden en tevens campagneleider te Arcen en Velden. Van 1985 tot 1992 was hij lid van het algemeen bestuur van de CDA-kamerkring Limburg, waarvan vier jaar lid van het dagelijks bestuur (penningmeester).
De politieke carrière van Koopmans begon in de jaren 90. Van 1 april 1990 tot 14 september 1999 was hij lid van de gemeenteraad van Arcen en Velden, van 13 april 1994 tot 14 april 1998 wethouder (van ruimtelijke ordening, milieu, grondzaken) van Arcen en Velden (tevens locoburgemeester) en van 13 april 1999 tot 20 maart 2003 lid van de Provinciale Staten van Limburg.
Koopmans werd in 2002 lid van de Tweede Kamer. Als Kamerlid hield hij zich onder andere bezig met landbouw (intensieve veehouderij), milieubeleid (landbouw, afvalbeleid, bodemsanering) en deregulering en vermindering van administratieve lasten. Daarnaast was hij algemeen woordvoerder voor de CDA Tweede Kamerfractie op het terrein van verkeer en waterstaat. In 2006 kreeg Koopmans de ‘Verlepte Plant’-prijs van FNV Bondgenoten omdat hij een motie indiende om 14- en 15-jarigen te mogen inzetten bij werk waarbij ze met bestrijdingsmiddelen in aanraking kunnen komen.
Bij zijn vertrek uit de Tweede Kamer op 19 september 2012 werd Koopmans benoemd tot Ridder in de Orde van Oranje-Nassau. Van 2 april tot 25 september 2013 was hij waarnemend burgemeester in het Limburgse Stein. Op 6 juni 2014 werd Ger Koopmans benoemd tot lid van de Gedeputeerde Staten in de provincie Limburg. Hij volgde daarmee Noel Lebens op, die als wethouder in de gemeente Sittard-Geleen aan de slag ging. In 2018 was Koopmans de formateur van het eerste "extraparlementaire College" in de Nederlandse geschiedenis. Naast CDA en VVD hebben daarin leden zitting van Forum voor Democratie, allen echter op persoonlijke titel en zonder binding met de fracties in de Provinciale Staten.
Naast partijpolitieke en parlementaire werkzaamheden heeft Koopmans meerdere bestuursfuncties vervuld, zoals van 1999 tot 2002 voorzitter van L.L.T.B. kring Noord en van 2000 tot 2002 lid van het College van Advies en Bijstand van Interpolis NV. Van 2006 tot 2012 was hij voorzitter van het landelijk bestuur van Scouting Nederland. Van 2013 tot juni 2022 was Koopmans voorzitter (president) van de OLS-federatie, het overkoepelend orgaan van alle schutterijen uit Nederlands en Belgisch Limburg. In januari 2024 werd hij voorzitter van de organisatie van het OLS-feest in Beekdaelen.
In 2020 kwam Koopmans in opspraak nadat NRC Handelsblad berichtte dat hij zich als gedeputeerde heeft bemoeid met een project rond de Maas waar een baggerbedrijf waar hij commissaris is voordeel uit kon halen. Op 26 maart 2021 trad hij samen met CDA-gedeputeerde Hubert Mackus af in verband met een integriteitsschandaal rondom de Stichting Instandhouding Kleine Landschapselementen in Limburg (IKL) en oud-gedeputeerde Herman Vrehen.

## Privéleven
Koopmans is lid van de Rooms-Katholieke Kerk. Hij is homoseksueel en was samen met zijn toenmalige echtgenoot eigenaar van een winkel in antiek en interieurartikelen in Venlo.
- International Standard Name Identifier: 0000 0003 9325 6859
- Nederlandse Thesaurus van Auteursnamen: 329343858
- Parlement.com: vg9fgopt80mn
- Virtual International Authority File: 287542857